# Werner Küppers
Werner Küppers (* 1. November 1905 in Königsberg, Ostpreußen; † 22. Juni 1980 in Tübingen) war ein deutscher alt-katholischer Theologe.

## Werdegang
Werner Küppers wurde 1905 in Königsberg/Ostpreußen als Sohn des dortigen alt-katholischen Pfarrers Walter Küppers und dessen Ehefrau Olga geboren. Nach dem Abitur 1924 begann er das Studium der alt-katholischen Theologie an der christkatholisch-theologischen Fakultät der Universität Bern. 1927 legte Küppers die beiden Staatsprüfungen ab und wurde im Kanton Bern in den Kirchendienst übernommen, setzte dabei aber sein Studium fort. Im Laufe des Jahres 1929 erhielt er durch Bischof Adolf Küry die niederen Weihen, die Diakonats- und die Priesterweihe. Im März 1930 wählte ihn die Gemeinde Biel zu ihrem Pfarrer, die Installation erfolgte am 27. Juli. 
Am 15. Dezember 1932 promovierte Küppers an der Berner Fakultät mit einer Arbeit über Das Messiasbild der spätjüdischen Apokalyptik, im April 1933 folgte die Berufung zum außerordentlichen Professor in Bern mit einem Lehrauftrag für Altes Testament. Pfarrer in Biel blieb er weiterhin bis 1938. 1935 ehelichte Werner Küppers Elsbeth Bailly (1912–2001), die Tochter eines Schweizer Pfarrers war und aus Hellikon, Kanton Aargau, stammte. Es wurden ihnen vier Töchter geboren: Gisela (1936), Gudrun (1938), Brigitte (1939) und Roswitha (1940).
Er war ab 1933 außerordentlicher Professor für alttestamentliche Exegese an der Christkatholisch-theologischen Fakultät der Universität Bern, 1939 folgte die Berufung an die Universität Bonn mit einem Lehrauftrag für alt-katholische Systematische Theologie.
1938 kehrte Küppers nach Deutschland zurück und wurde im selben Jahr zum alt-katholischen Pfarrer von Bonn gewählt, ein Amt, das er unterbrochen durch Kriegsdienst und Kriegsgefangenschaft, neben seiner universitären Tätigkeit bis 1960 ausübte. Für Koblenz war er darüber hinaus bis 1974 als Seelsorger zuständig.
Ab 15. Juli 1938 wirkte er am bischöflichen Seminar als Dozent für Systematische Theologie und ab 1939 auch mit einem Lehrauftrag an der Universität Bonn, seit 1940 mit einer außerplanmäßigen Professur. Ab 1941 war Werner Küppers als Dolmetscher in der Wehrmacht, im Laufe des Krieges geriet er in Gefangenschaft, aus dieser wurde er im Juli 1945 entlassen. Da er einen Parteiausweis besessen hatte, musste er vor seiner Rückkehr an die Universität die Überprüfung durch den Sonderausschuss für Entnazifizierung abwarten. 1947 stellte die britische Militärbehörde fest, dass er kein Nationalsozialist war, Küppers konnte daraufhin wieder in den universitären Dienst treten, den er bis zu seiner Emeritierung im Jahr 1971 ausübte.
Von 1949 bis 1971 war Werner Küppers Direktor des Alt-Katholischen Seminars der Universität Bonn und Regens des bischöflichen Seminars.

## Theologisches Wirken

### Alt-Katholisches Seminar der Universität Bonn
Im September 1948 erhielt er erneut den Lehrauftrag für alt-katholische (systematische) Theologie als außerordentlicher Professor, seit Februar 1949 war er zum Direktor des Alt-Katholischen Seminars in Bonn bestellt. Im Jahr 1958 wird Küppers eine Diätendozentur verliehen, die es ihm ermöglicht, sich ganz auf seine universitären Tätigkeiten zu konzentrieren. Eine weitere Konsolidierung der alt-katholischen Ausbildungsstätte konnte 1964 durch die Ernennung zum Wissenschaftlichen Rat und Professor erreicht werden. 1965 wurde schließlich eine Assistenzstelle genehmigt. Während seiner Tätigkeit hat er maßgeblich zur (politischen und finanziellen) Absicherung des Alt-Katholischen Seminars als Einrichtung an der Rheinischen-Friedrich-Wilhelm-Universität in Bonn beigetragen. Zum 1. April 1971 trat Werner Küppers in den Ruhestand, zu seinem Nachfolger als Direktor wurde Christian Oeyen per 9. März 1972 bestellt.

### Alt-Katholischer Beobachter am II. Vatikanischen Konzil
Am Zweiten Vatikanischen Konzil (1962–1965) war auch eine altkatholische Beobachterdelegation eingeladen und offiziell akkreditiert. Als altkatholischer Konzilsbeobachter trat der Dekan des Utrechter Domkapitels, Petrus Johannes Maan in Erscheinung, als stellvertretender Konzilsbeobachter nahm während der 3. Sitzungsperiode Herwig Aldenhoven teil, die anderen Perioden war Werner Küppers als stellvertretender altkatholischer Beobachter in den Vatikan berufen.
Bereits während des Konzils bemühte sich Küppers um die Bereitung von weiteren offiziellen römisch-katholisch/alt-katholischen Kontakten, so etwa in einem durch die beiden Konzilsbeobachter geführten Gespräch mit Weihbischof Paul Nordhues von Paderborn, dass mit Billigung von Lorenz Kardinal Jaeger auf dem Monte Mario stattfand. Als nach dem Konzilsende in den Niederlanden und der Schweiz gemischte Kommissionen ihre Arbeit aufnahmen, verständigten sich auch der Vorsitzende der Deutschen Bischofskonferenz Julius Kardinal Döpfner und der alt-katholische Bischof Josef Brinkhues auf die Konstituierung eines ökumenischen Gremiums.

### Co-Vorsitzender der Römisch-Katholisch/Alt-Katholischen Gesprächskommission
Die Gemeinsame Römisch-Katholisch/Alt-Katholische Gesprächskommission nahm 1967 ihre Arbeit auf, auf römisch-katholischer Seite waren Heinrich Fries, Peter Bläser, Abt Laurentius Klein und Erwin Iserloh berufen, für die alt-katholische Kirche führten Werner Küppers (als Co-Vorsitzender), Fritz Herrmann und Ernst Hammerschmidt die Gespräche. Die Kommission berücksichtigte während ihrer Arbeit die vom Konzil nahe gelegte Möglichkeit, das Ostkirchendekret Orientalium ecclesiarum (Nr. 27 und 28) auch auf Altkatholiken anzuwenden, ergänzt durch die (römisch-katholische) Zürcher Nota von 1968, die dem Päpstlichen Einheitssekretariat die gegenseitige Zulassung zu Buße, Eucharistie und Krankensalbung empfahl.
Nachdem die gemeinsame Gesprächskommission ihren Abschlussbericht vorgelegt hatte, beschloss die Deutsche Bischofskonferenz in Fulda unter ihrem Vorsitzenden Julius Kardinal Döpfner im September 1973 eine Vereinbarung über eine bedingte und begrenzte Gottesdienstgemeinschaft zwischen der katholischen und der alt-katholischen Kirche. Auch die Würzburger Synode würdigte diese Vereinbarung positiv, die von allen Seiten erwartete Promulgation durch den Vatikan blieb aber, auch nach Durchführung einiger Ergänzungen, schließlich trotzdem aus.
Werner Küppers thematisierte diesen Dialog, in dem er persönlich sehr engagiert war, auch in diversen Publikationen, so etwa in einer an Heinrich Fries gewidmeten Festschrift:

„Jedenfalls wäre Wesentliches erreicht, wenn durch das generelle Ja des Papstes zur ‚Zürcher Nota‘ die erste Phase der alt-katholisch/römisch-katholischen Verständigung mit einer prinzipiellen Gleichstellung der alt-katholischen Kirchen mit den Ostkirchen abgeschlossen und dem Verhältnis damit der ihm so lange anhaftende Stachel genommen würde.“

### Sekretär der Orthodox/Alt-Katholischen Kommission
Die Internationale Altkatholische Bischofskonferenz und das Ökumenische Patriaracht von Konstantinopel setzten von 1975 bis 1987 eine Gemischte Theologische Kommission für den orthodox-altkatholischen Dialog ein. Werner Küppers war von 1975 bis 1979 als Sekretär an dieser ökumenischen Kommission beteiligt. Die insgesamt 26 Konsenstexte aus den Bereichen Gotteslehre, Ekklesiologie, Soteriologie, Sakramentenlehre, Eschatologie und Kirchengemeinschaft stellten eine hohe Übereinstimmung zwischen Orthodoxie und Altkatholizismus fest.

### ACK und DÖSTA
Werner Küppers war darüber hinaus auch alt-katholischer Delegierter in der Arbeitsgemeinschaft Christlicher Kirchen in Deutschland, im Studienausschuss (Dösta) war er von 1960 bis 1975 der stellvertretende Vorsitzende.

## Publikationen
- Das Messiasbild der spätjüdischen Apokalyptik. Diss. theol. Bern 1933
- Die Symbolik der altkatholische Kirche. 1964. In: Symbolik der Religionen. Tafelband. Stuttgart 1968
- Die russische Kirche und die Kirchen des Westens. In: Die Russisch-Orthodoxe Kirche in Lehre und Leben. Witten 1966
- Die Lehre von der Kirche auf dem II. Vatikanischen Konzil in altkatholischer Rezeption. In: De Ekklesia II, I, 1966
- Diverse Beiträge in der Internationalen Kirchlichen Zeitschrift
- Diverse Beiträge für Religion in Geschichte und Gegenwart 1957
- Diverse Beiträge für Theologische Realenzyklopädie 1977
- Mitherausgeber der Ökumenischen Rundschau.[17]